# Утро Пятницы
«Утро Пятницы» — утренняя информационно-развлекательная телепрограмма на телеканале «Пятница!». Лауреат премии ТЭФИ (2019) в номинации «Утренняя программа».

## История
Основным контентом программы являются встречи со звёздными гостями, советы по здоровью, кулинарии, отношениям, отдыху и стилю жизни, а также обсуждению последних новостей.
В рамках этого шоу, стартовавшей 13 марта 2017 года перед телезрителями представляют блогеры и другие персоны, помогающие им сделать здоровым, вкусным, красивым, модным и успешным. 
К примеру, как создать тонкости профессионального макияжа от визажистки Гоары Аветисян, стильные образы от Таты Шапиро, модные причёски от парикмахера-стилиста Эдгарса Заблоцкиса.
В разное время ведущими были Катя Бобкова, Диля Долинская, Настя Уколова, Лера Дергилёва, Маша Ивакова, Ида Галич.
В 2019 году шоу было удостоено награды ТЭФИ как лучшая утренняя программа России. В 2021 году было объявлено о бессрочном снятии с эфира программы.